# Rio Mogi-Mirim
Rio Mogi-Mirim är ett vattendrag i Brasilien.   Det ligger i delstaten São Paulo, i den sydöstra delen av landet, 700 km söder om huvudstaden Brasília.
Omgivningen kring Rio Mogi-Mirim är i huvudsak tätbebyggd. Området är ganska tätbefolkat, med 207 invånare per kvadratkilometer.